# 斯賓塞·丹尼爾斯
斯賓塞·丹尼爾斯（Spencer Eli Daniels，1992年12月23日—）是美國的一位演員。他出生在加利福尼亞州洛杉磯。丹尼爾斯曾出演過《午夜遊戲》（2013年）《90分鐘末日倒數》等電影。

## 外部連結
- spencerdaniels.tv, Spencer Daniels official website
- 斯賓塞·丹尼爾斯在互联网电影资料库（IMDb）上的資料（英文）